# 오늘부터 우리는 (Me gustas tu)
〈오늘부터 우리는 (Me gustas tu)〉는 음악 그룹 여자친구의 노래이다. 여자친구의 2번째 미니 음반 《Flower Bud》의 타이틀곡이며, 2015년 7월 23일에 KT 뮤직에서 발매되었다. 스페인어: Me Gustas Tú 메 구스타스 투[*]는 ‘나는 네가 좋다’(I like you)라는 뜻의 스페인어이다.

## 차트 성적 및 평가
2015년 9월 5일, 강원도 인제 스피디움에서 진행된 라디오 채널 SBS 러브 FM의 프로그램 《박영진, 박지선의 명랑특급》의 공개방송에서 무대하는 도중에 8번이나 넘어지는 무대 사고 영상이 팬에 의해서 공개되면서, 미국의 타임지와 영국의 데일리 메일 등 외신에 보도되면서, 공개된 영상은 하루만에 100만건의 조회수를 돌파했다. 본 음원은 음원 차트의 역주행을 기록하면서, 6개월 이상 순위권 안에 머무르고 있다.
2016년 19주차에 1,566,449건을 기록하여 8700만건을 넘어서면서 종전 걸그룹 최고 기록인 EXID 〈위아래〉의 8600만건을 넘어섰다. 그리고 그 이후에도 롱런을 하면서 결국 2016년 30주차에 최초로 누적 스트리밍 1억건을 돌파하게 되었다.

## 차트
| 차트 (2015)                   | 최고 순위 |
| ----------------------------- | --------- |
| 대한민국 (가온 디지털 차트)   | 8         |
| 대한민국 (가온 다운로드 차트) | 7         |
| 대한민국 (가온 스트리밍 차트) | 8         |
| 대한민국 (가온 BGM 차트)      | 48        |
| 대한민국 (가온 노래방 차트)   | 22        |

| 차트 (2016)                     | 최고 순위 |
| ------------------------------- | --------- |
| 대한민국 (가온 디지털 차트)     | 41        |
| 대한민국 (가온 다운로드 차트)   | 23        |
| 대한민국 (가온 스트리밍 차트)   | 9         |
| 대한민국 (가온 BGM 차트)        | 73        |
| 대한민국 (가온 벨소리 차트)     | 25        |
| 대한민국 (가온 통화연결음 차트) | 65        |
| 대한민국 (가온 노래방 차트)     | 13        |

| 차트 (2015)                   | 최고 순위 |
| ----------------------------- | --------- |
| 대한민국 (가온 디지털 차트)   | 13        |
| 대한민국 (가온 다운로드 차트) | 14        |
| 대한민국 (가온 스트리밍 차트) | 10        |
| 대한민국 (가온 BGM 차트)      | 90        |
| 대한민국 (가온 노래방 차트)   | 38        |

| 차트 (2016)                     | 최고 순위 |
| ------------------------------- | --------- |
| 대한민국 (가온 디지털 차트)     | 11        |
| 대한민국 (가온 다운로드 차트)   | 21        |
| 대한민국 (가온 스트리밍 차트)   | 11        |
| 대한민국 (가온 BGM 차트)        | 91        |
| 대한민국 (가온 벨소리 차트)     | 32        |
| 대한민국 (가온 통화연결음 차트) | 81        |
| 대한민국 (가온 노래방 차트)     | 15        |

### 연간 차트
| 차트                          | 최고 순위 |
| ----------------------------- | --------- |
| 대한민국 (가온 디지털 차트)   | 27        |
| 대한민국 (가온 다운로드 차트) | 25        |
| 대한민국 (가온 스트리밍 차트) | 18        |
| 대한민국 (가온 BGM 차트)      | 90        |
| 대한민국 (가온 노래방 차트)   | 87        |